# كاتي هويل
كاتي هويل (بالإنجليزية: Katie Duncan)‏ (و. 1988  م) هي لاعبة كرة قدم، من نيوزيلندا، شاركت في ألعاب أولمبية صيفية 2012، والألعاب الأولمبية الصيفية 2008، وكرة القدم في الألعاب الأولمبية الصيفية 2016، تلعب كلاعبة وسط.

## روابط خارجية
- كاتي هويل على موقع الاتحاد الدولي (مؤرشف)  (الإنجليزية)
- كاتي هويل على موقع الاتحاد الأوربي (الإنجليزية)
- كاتي هويل على موقع الاتحاد الأوربي (الإنجليزية)
- كاتي هويل على موقع قاعدة بيانات كرة القدم.إي يو (الإنجليزية)
- كاتي هويل على موقع Soccerway.com (الإنجليزية)
- كاتي هويل على موقع أوليمبيديا (الإنجليزية)
- كاتي هويل على موقع اللجنة الأولمبية النيوزيلندية (الإنجليزية)